# Maeldun
Maeldun, również Mael-Dúin, Mael-dun – mityczny żeglarz, bohater iryjskiej opowieści Immeam curaig Maile-Dúin (Żegluga Dúina). Historia jego życia jest mieszanką koncepcji przedchrześcijańskich i chrześcijańskich w przeciwieństwie do starszej legendy o podróżach Brana, która zawiera wyłącznie pogańskie elementy.

## Narodziny, lata młodzieńcze i cudowna podróż
Jego ojcem był wódz plemienia z wysp Aran, pirat. W czasie jednego z najazdów grabieżczych na irlandzkie wybrzeże ograbił jeden z kościołów i zgwałcił zakonnicę. Wkrótce potem zginął z rąk innych morskich rabusiów, prawdopodobnie wikingów. Zakonnica w wyniku gwałtu wydała na świat dziecko, któremu nadała imię Mael-Dúin. Zakonnica oddała dziecko na wychowanie swojej siostrze, żonie lokalnego władcy. Kiedy podrósł, inne dzieci zaczęły się z niego wyśmiewać, że nie jest szlachetnie urodzony. Królowa postanowiła zabrać go z powrotem do jego matki i wyjawić mu całą prawdę o jego pochodzeniu.
Kiedy dorósł, postanowił odnaleźć swojego ojca, dowiedział się jednak tylko tyle, że został zamordowany. W takim wypadku postanowił pomścić śmierć ojca. Po uzyskaniu rad druida odnośnie do najbardziej korzystnego czasu budowy, wodowania i wypłynięcia w rejs, zbudował łozinową łódź pokrytą trzema skórami, po czym wyruszył w towarzystwie 17 ludzi załogi oraz trojgiem swoich braci mlecznych na poszukiwania zabójców ojca. Podróż ta miała okazać się niebezpieczną i pełną niespodziewanych zakrętów losu.
Pierwsza wyspa, jaką odwiedzili, była zamieszkana przez zabójców, jednak nie tych, których szukał Mael-Dúin. Na drugiej wyspie grupa podróżników spotkała mrówki wielkie jak konie i o mały włos zostałaby zjedzona żywcem wraz z całą łodzią. Wielkie ptaki, które spotkali na trzeciej z wysp, okazały się przyjaźnie nastawione. Dostarczyły żeglarzom pożywienia. Kolejne wyspy były zamieszkane przez groźne dla ludzi wielkie konie. W końcu na piątej wyspie, która nazywała się Domem Łososia, znaleźli niezamieszkany dom, w którym mogli wypocząć w wygodnych łóżkach i posilić się dzięki stołowi pełnemu jedzenia i picia. W domu znajdowało się urządzenie, które systematycznie wrzucało do domu ryby wprost z morza. Podobne luksusowe warunki odnaleźli na kolejnej wyspie porośniętej sadem z przepysznymi jabłkami. Wkrótce jednak sielanka skończyła się, a na ich drodze zaczęły pojawiać się niewyobrażalne trudności i śmiertelne niebezpieczeństwa, wszystko to za sprawą kolejno napotykanych wysp zamieszkałych przez stada walecznych koni, tajemniczego kota i ogniste świnie. Grunt jednej wyspy był gorący jak wulkan i nie dało się po nim chodzić. Wśród innych dziwactw napotkanych w poszukiwaniu zabójców ojca Mael-Dúin były ogromne świnie, cielaki tak duże, że nie dało się ugotować ich w całości; owce, które mogły dowolnie zmieniać kolor swojego runa; ponury młynarz, mielący wszystko co budziło w świecie zazdrość i pożądanie, lud żałobników.
Jedna z odwiedzonych wysp była podzielona na 4 królestwa, odgrodzone od siebie płotami ze złota, srebra, spiżu i kryształu, na innej odnaleźli zamek ze szklanym mostem, w którym dzierżyła władzę piękna dziewczyna. Mael-Dúin oświadczył się jej, jednak zaloty jego zostały odrzucone. Dalej spotkali płaczące ptaki, samotnego pielgrzyma na maleńkiej wysepce, powiększanej każdego roku za sprawą Boskiej Opatrzności oraz cudowne źródło bijące mlekiem, piwem i winem.
Osobny wątek to olbrzymi kowale, szklane morze oraz morze chmur, w których nagle pojawiały się zamki, lasy, cudowne zwierzęta i przerażający potwór, podwodna wyspa proroctw, cudowny wodny łuk i ogromna kolumna ze srebra i sieć, której żeglarze ucięli kawałek na pamiątkę. Inne cuda napotkane w morzu chmur to cokół na którego szczycie znajdowała się niedostępna wyspa oraz wyspa rządzona przez pewną królową i jej córki, gdzie ofiarowano im wieczną młodość, owoce powodujące upojenie, człowiek zarażający śmiechem, szalejący ogień i pustelnik żywiący się łososiem przynoszonym mu przez wydrę i połową bochenka chleba, dostarczaną każdego dnia przez anioły.
Po tak licznych cudach jakie było dane zobaczyć Mael-Dúinowi i jego towarzyszom, wreszcie mordercy zostali odnalezieni. Ci prosząc o łaskę otrzymali miłosierdzie i obie strony zawarły pokój. Tak zakończyła się podróż, o której wieść niesie, że zawiera „sumę mądrości Irlandii”.

## Maeldun w kulturze współczesnej
W grze komputerowej Myth Maeldun był członkiem kręgu Dziewięciu, Awatarem, potężnym czarownikiem walczącym z Upadłymi Lordami, którym przewodził Balor. Pod koniec Wielkiej Wojny został ciężko ranny w bitwie o Bagradę.